# Jean-Claude Poissant
Jean-Claude Poissant (né en 1960) est un agriculteur, administrateur et homme politique canadien. D'octobre 2015 à octobre 2019, il est député libéral de la circonscription de La Prairie à la Chambre des communes du Canada. Il est nommé en décembre 2015 secrétaire parlementaire des ministres de l'Agriculture et de l'Agro-alimentaire Lawrence MacAulay puis Marie-Claude Bibeau, fonction qu'il assume jusqu'en octobre 2019. 

## Biographie
Jean-Claude Poissant est né à Saint-Philippe en Montérégie et exploite depuis 1981 une ferme laitière qui est dans sa famille depuis quatre générations. Il a été producteur-ambassadeur pour la Fédération des producteurs de lait du Québec et pendant plus de vingt ans directeur de l’Union des producteurs agricoles (UPA) locale. Il a aussi été président du syndicat du lait. Il a été président de la Société d’agriculture du comté de La Prairie et administrateur de la Coop de solidarité Télécom Saint-Mathieu. Son implication dans la communauté agricole s'est aussi traduite par son mandat de président de l’organisme Au cœur des familles agricoles; celui-ci a publié à son instigation le Guide du bon voisinage en milieu rural et a mis sur pied la première maison de répit pour les agriculteurs du Québec.

### Carrière politique
Jean-Claude Poissant est conseiller municipal à Saint-Philippe de 2009 jusqu'au 4 novembre 2015. Il est devenu le candidat du Parti libéral du Canada pour la circonscription de La Prairie en vue des élections générales de 2015 et est élu le 19 octobre. En décembre 2015, il est nommé secrétaire parlementaire du ministre de l'Agriculture et de l'Agro-alimentaire Lawrence MacAulay.
De nouveau candidat libéral aux élections de 2019, il est défait par le bloquiste Alain Therrien le 21 octobre 2019.
Il est candidat pour le Parti libéral du Québec dans Huntington aux élections de 2022
|                                                                                               | Nom                  | Parti                    | Nombre de voix | %      | Maj.  |
| --------------------------------------------------------------------------------------------- | -------------------- | ------------------------ | -------------- | ------ | ----- |
|                                                                                               | Carole Mallette      | Coalition avenir         | 13 664         | 46,6 % | 9 450 |
|                                                                                               | Jean-Claude Poissant | Libéral                  | 4 214          | 14,4 % | -     |
|                                                                                               | François Gagnon      | Conservateur             | 3 923          | 13,4 % | -     |
|                                                                                               | Nathan Leblanc       | Parti québécois          | 3 522          | 12 %   | -     |
|                                                                                               | Emmanuelle Perras    | Québec solidaire         | 3 265          | 11,1 % | -     |
|                                                                                               | José Bro             | Vert                     | 367            | 1,3 %  | -     |
|                                                                                               | Raymond Frizzell     | Parti canadien du Québec | 339            | 1,2 %  | -     |
| Total                                                                                         | Total                | Total                    | 29 294         | 100 %  |       |
| Le taux de participation lors de l'élection était de 64,3 % et 384 bulletins ont été rejetés. |                      |                          |                |        |       |